# Eerste Helmersstraat
Eerste Helmersstraat is een straat in de Helmersbuurt in Amsterdam-West.

## Ligging
De straat begint aan de Nassaukade en loopt vervolgens naar het westen. Ze loopt daarbij parallel aan de Overtoom met een onderlinge afstand van zo’n 72 meter. De straat kreeg op 19 december 1883 haar naam, een vernoeming naar Jan Frederik Helmers. De straat werd daarna nog een aantal keren geherdefinieerd, omdat ze door de bebouwing steeds langer werd, uiteindelijk 1,4 kilometer. Ze eindigt dan op het J.J. Cremerplein. Ze werd in de begintijd dan ook steevast genoemd als 1ste Helmersstraat in wording. Amsterdam kent nog een Tweede en Derde Helmersstraat, die ook aan de Nassaukade starten, maar veel eerder ophouden; de tweede aan de Tweede Constantijn Huygensstraat, de derde aan de Eerste Constantijn Huygensstraat. De Tweede en Derde Helmersstraat lopen noordelijker parallel aan de Eerste Helmersstraat. Op 3 april 1985 kwam er nog een Helmersplantsoen bij; ontstaan bij de herinrichting van terreinen rondom het Wilhelminagasthuis.

### Geschiedenis
De straat sloot bij planning aan op het buurtje Sophiapark. De naam Sophiapark duikt voor het eerst op rond 1876, dan nog liggend op het grondgebied van Nieuwer-Amstel, Stads- en Godshuispolder. Het sloot in het geheel eigenlijk nergens op aan, want dit was nog grotendeels landbouwgebied. Wanneer Nieuwer-Amstel en Amsterdam de omliggende polder willen bebouwen wordt de Eerste Helmersstraat in ontwikkeling aansluitend gemaakt op de beide zijden van wat het Sophiapark heet. Op de plattegrond van het voorstel zijn de twee rijen woninkjes nog ingetekend.  Park stond hierbij niet voor een park, maar een woonwijkje buiten het grondgebied van gemeente Amsterdam, dan nog ophoudend bij de Singelgracht. Al die “parkjes” verdwenen in de loop der jaren, maar het Johannapark bestaat ook in de 21e eeuw nog. Waar de naam Sophiapark vandaan kwam was al vroeg niet meer bekend, vermoed wordt dat het een vriendin of familielid van de bouwer was. Het was er snel niet goed toeven, al in 1892 greep Amsterdam in; de eigenaar van het blokje moest de gebouwtjes aanpassen om te voorkomen dat ze onbewoonbaar verklaard werden.  Het Sophiapark werd rond 1923 definitief door de gemeente aangekocht, omdat ze de straat van dit stuk Eerste Helmersstraat wilde verbreden tot “stadsbreedte”. In 1926 kwam er dan ook een eind aan de zuidelijke gevelwand van het Sophiapark; ze werd afgebroken. Ineens stond het onderstation van het GEB met haar achtergevel als voorgevel aan de straat.  Er kwam voorts ruimte voor een GG&GD-gebouw op Eerste Helmersstraat 19, een vroeg ontwerp van architect Jan Leupen. Daarna verdween de naam Sophiapark uit beeld.

## Gebouwen
De straat is typisch eind 19e-eeuws. Het is een vrij nauwe en opvallende straat (zeker in vergelijking met de Overtoom), die huisje voor huisje werd volgebouwd met heel af en toe een blokje woningen naast elkaar. Relatief veel Amsterdammers zijn echter aan de straat geboren, want tussen 1891 en 1983 was het Wilhelmina Gasthuis gevestigd op Eerste Helmersstraat 104. Huisnummers lopen in 2022 op van 2 tot en met 337; de straat doet diverse buurten aan, zoals de Helmersbuurt en de Cremerbuurt. Er zijn slechts zeven monumenten te vinden:
- Eerste Helmersstraat 21
- Eerste Helmersstraat 82
- Eerste Helmersstraat 69-83
- Eerste Helmersstraat 115-119
- Eerste Helmersstraat 218
- Eerste Helmersstraat 263-269
- Eerste Helmersstraat 271

Een ander noemenswaardig gebouw is Eerste Helmersstraat 208, Willem Frederik Hermans woonde er enige tijd.

## Kunst
Opmerkelijk is het gebouw Eerste Helmersstraat 63-67, Eerste Constantijn Huygensstraat 82-98 en Overtoom 112-114 en dan met name de hoek van de eerste twee. De begane grond is opgesierd door een grote pui in art deco van Ten Bosch & Le Grand uit 1928. Het complex had wellicht monumentale status gekregen, maar aan de gevels is te veel gewijzigd (torentjes, gevelversieringen zijn verdwenen en etalages verbouwd). Hier en daar zijn in de portieken abstracte en/of figuratieve tegeltableaus toegepast.  
De straat is te nauw voor kunst in de openbare ruimte en openbaar vervoer.

## Afbeeldingen

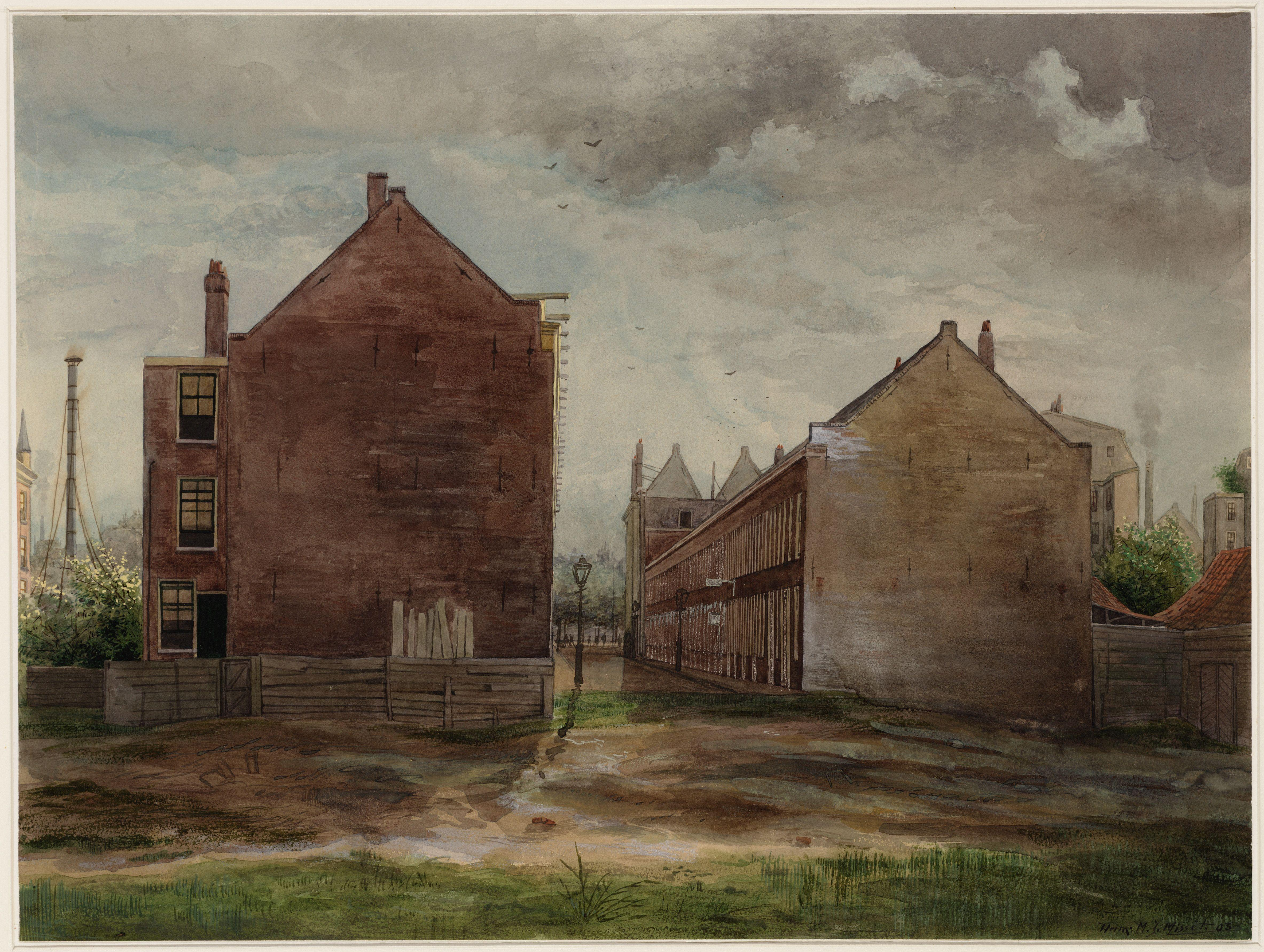
Sophiapark richting Nassaukade volgens Herman Misset, circa 1903
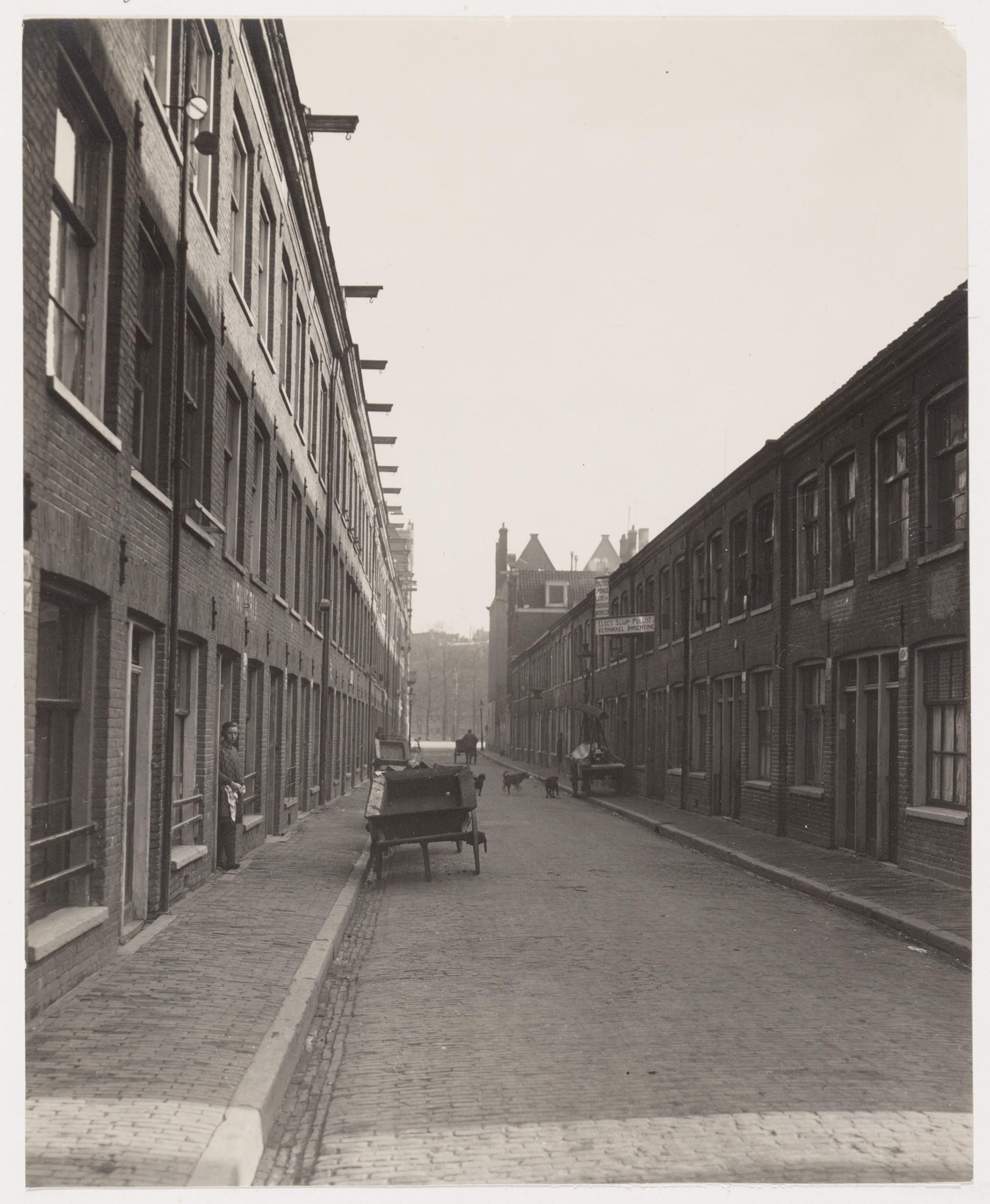
Sophiapark ongeromantiseerd (circa 1927)
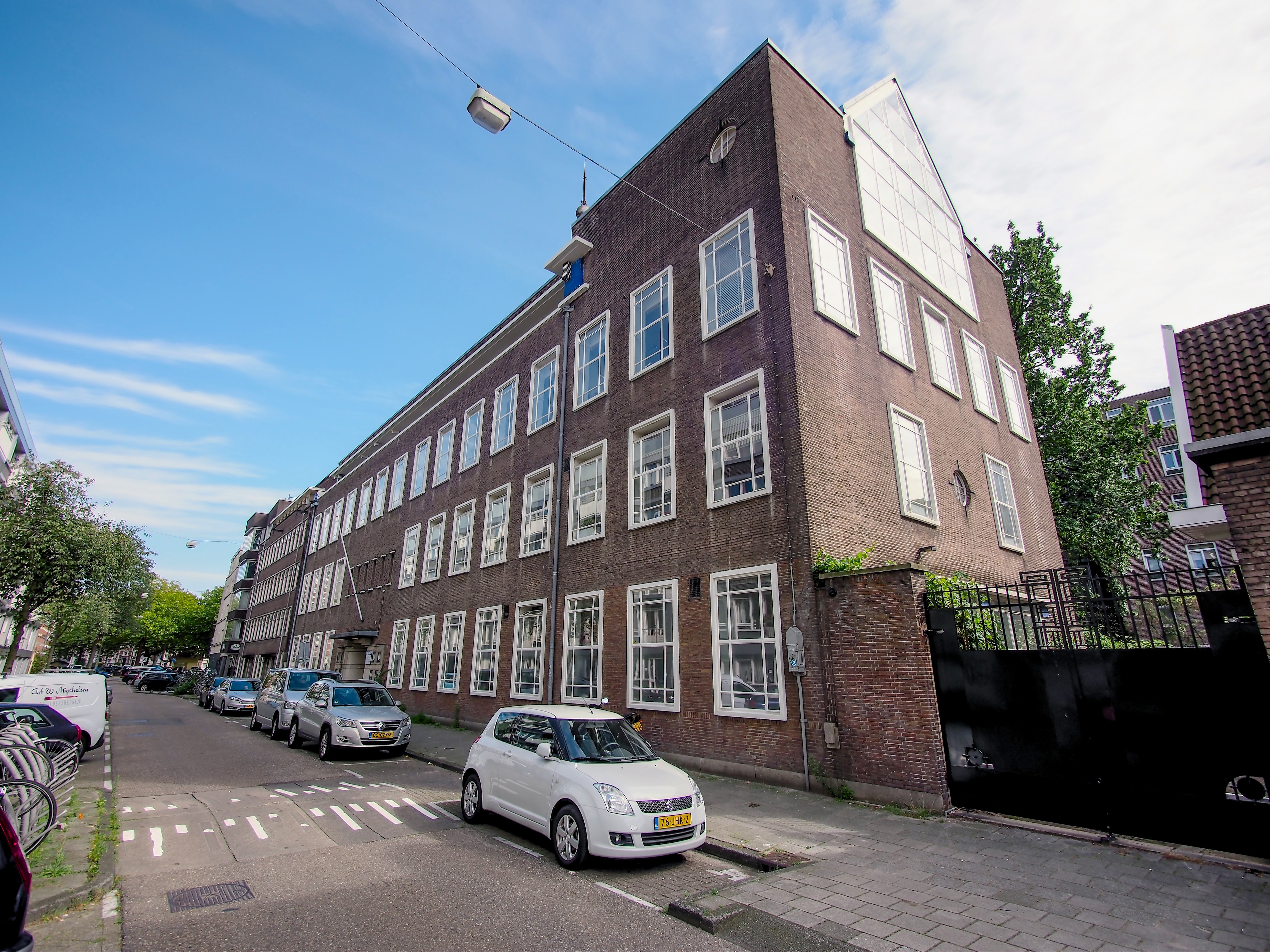
GG&GD-gebouw van Jan Leupen (september 2017)
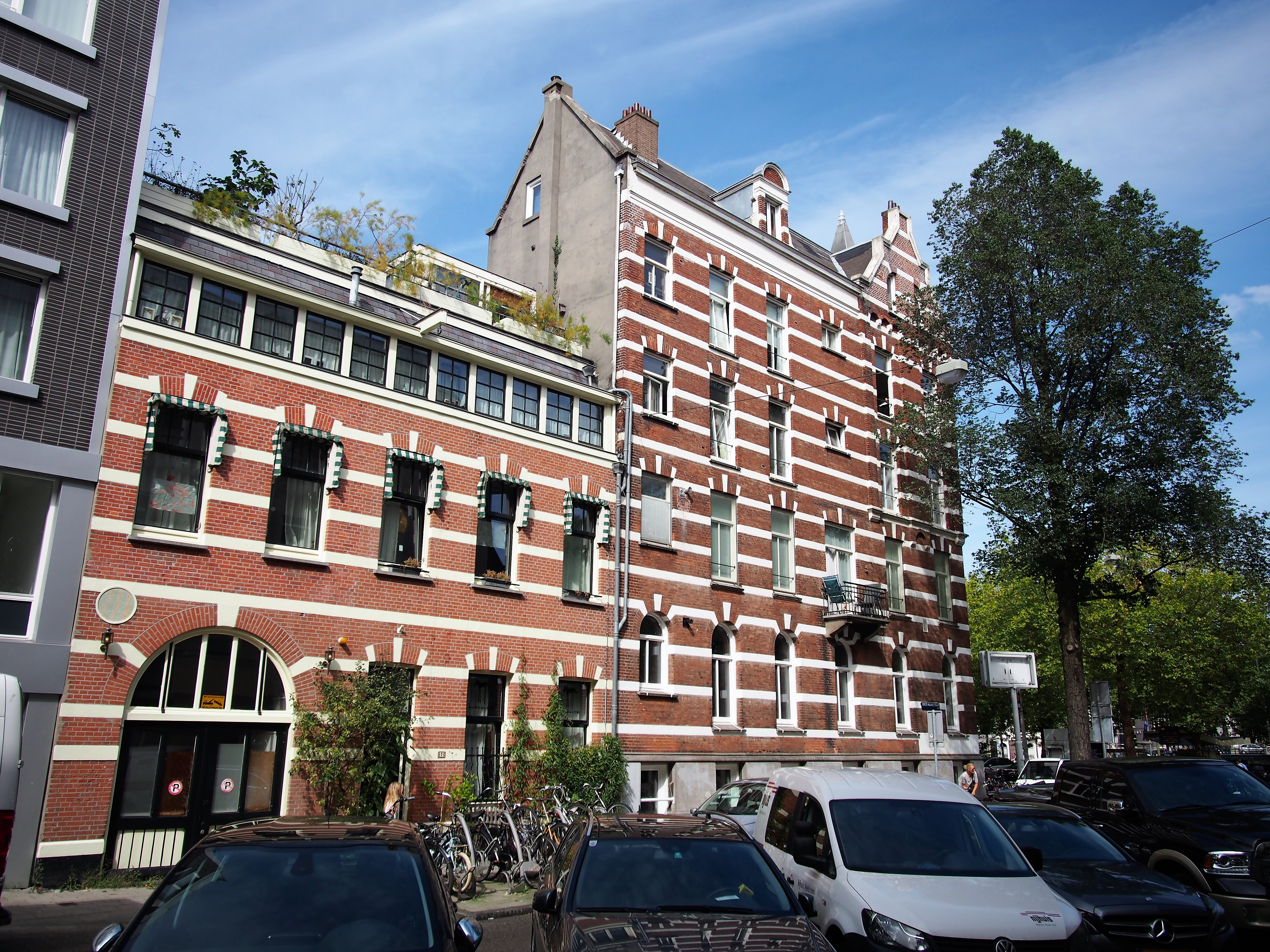
Eerste Helmersstraat 2 (september 2017)
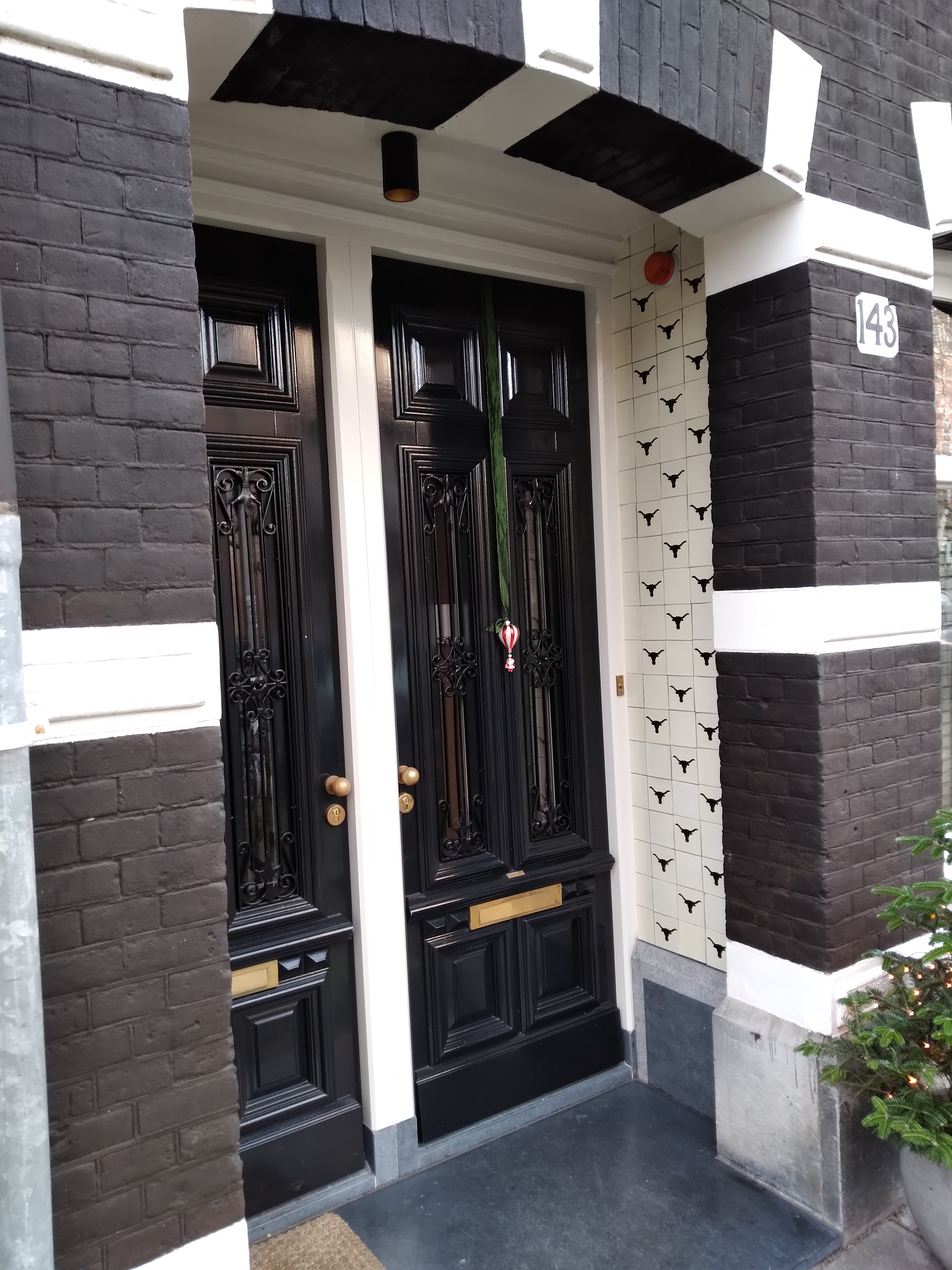
tegeltableau, Eerste Helmersstraat 143 (december 2021)